# Plaça de Sant Antoni (Tàrrega)
La Plaça de Sant Antoni és una plaça pública de Tàrrega (Urgell) inclosa a l'Inventari del Patrimoni Arquitectònic de Catalunya.

## Descripció
La plaça es configura com un espai unitari a partir de la repetició en els alçats de les façanes d'una estructura similar, conformada per una planta baixa porxada i dos pisos amb balcons. Tot i això, l'observació particular dels edificis revela la diversitat de les seves etapes constructives, que arriben fins a època contemporània, essent de finals del segle xix la font de ferro que centra la plaça, la primera font pública de la vila
L'element més característic de la plaça són les seves porxades, que devien tancar completament tres dels seus costats, encara que avui hagin desaparegut les que ocupaven l'angle comunicat amb el carrer de Sant Agustí. En aquests porxos trobem solucions diverses tant pel que fa a les obertures, allindades en general i amb un parell d'arcades, com als elements de suport, entre els quals cal comptar tant columnes de diferents tipus, algunes amb bases i capitells trococònics i una de toscana, com pilars quadrangulars i un sol de poligonal. tots aquests elements suporten sostres que, tot i el seu divers estat de conservació, s'adapten a un similar esquema d'embigats amb revoltons, i aixopluguen els portals, permetent un recorregut resguardat a l'entorn de la plaça.

## Història
Dins el nucli primitiu de la vila de Tàrrega, nascut a redós del castell, existia ja, amb el nom de plaça de sant Mateu, la plaça actualment coneguda com de Sant Antoni. El nom del lloc canvià en urbanitzar-se l'espai a començament del segle xiv amb motiu, possiblement, de la construcció prop d'ella de l'Hospital de Sant Antoni. L'organització d'aquest nucli urbà correspon a un moment particularment pròsper per a Tàrrega, que hom relaciona amb el regnat de Jaume II. Fou aleshores quan se'n configurà l'aspecte porxat i la planta actual, pràcticament quadrada. En l'únic costat sense porxos s'ubica el portal de l'església de Sant Antoni, refeta al darrer terç del segle xvii.